# ニューベリー賞
ジョン・ニューベリー賞（The John Newbery Medal）は、例年、アメリカ合衆国における最も優れた児童文学の著者に与えられる賞である。アメリカ図書館協会の下位組織であるAssociation for Library Service to Children（児童図書館協会）が運営している。1922年に開始された、世界で最も古い児童文学賞である。名称は、18世紀の児童書出版者であるジョン・ニューベリーにちなむ。ニューベリー賞のメダルはルネ・ポール・シャンベラン (Rene Paul Chambellan) がデザインし、フレデリック・G・メルヒャー（Frederic G. Melcher）が作成した（1921年）。裏面には男の子と女の子に自分の作品を読み聞かせる作家の図が描かれている。例年、受賞作の他に佳作（単数とは限らない）も選ばれる。
コールデコット賞とニューベリー賞は、アメリカ合衆国において最も重要な児童文学賞だと見なされている。毎年一月に受賞者が発表されると書店はその作品を大売り出しに掛かり、図書館はそれを注文し、教師は授業計画にそれを加える。多くの書店・図書館がニューベリー賞専用棚を設け、テレビ番組は受賞者にインタヴューし、教科書には受賞作のリストが載り、また多くの修士論文・博士論文がニューベリー賞受賞作をテーマにして書かれる。
なお、佳作に対してはthe Newbery Honor（ニューベリー名誉賞）が与えられる。1971年に始まったニューベリー名誉賞は、その年に書かれたのではない作品に対して遡及的に与えられることもある。
ニューベリー賞を複数回にわたり受賞した作家は7人しかいない。E・L・カニグズバーグ、ジョセフ・クラムゴールド、ロイス・ローリー、キャサリン・パターソン、エリザベス・ジョージ・スピア、ケイト・ディカミロ、エリン・エントラーダ・ケリーはそれぞれニューベリー賞を2回受賞している。ニューベリー名誉賞（ニューベリー賞ではない）を最も多く受賞した作家は、ローラ・インガルス・ワイルダーである。彼女はこれを5度にわたり受賞している。

## 受賞の基準
- 作品は、その前年にアメリカ国内で出版された英語の本でなくてはならない。
- 著者はアメリカの国民もしくは居住者でなくてはならない。
- 作品はそのテーマ、表現（明快さ、正確さ、構成）、プロット、キャラクター、背景、文体によって評価される。
- 子供の読者を想定していなくてはならない。
- 作品は文学に貢献するものでなくてはならない。
- 作品は独立していなくてはならない（シリーズの一部であってはならない）。[2]

## 議論
2008年10月、児童文学の専門家アニタ・シルヴィーは、作品の選択が子供には難解であるとして委員会を批判する記事を  (p~pff)  誌に発表した。コロンビア大学教育学部のルーシー・コーキンス（Lucy Calkins）もそれに同意している。セント・ジョンズ大学の文学教育の準教授であるジョン・ビーチ（John Beach）は、大人が選ぶ児童書と子供が自分で選ぶ児童書を過去30年間にわたって比較し、後者（国際読書協会 (en) のChildren's Choice Awards）と前者（アメリカ図書館協会の著名児童書リスト）の間に5%しか重複がないことを指摘している。

## 受賞作品・著者リスト
- 2025年 エリン・エントラーダ・ケリー（※2度目） (Erin Entrada Kelly)  "The First State of Being"
- 2024年 デイヴ・エガーズ (Dave Eggers)  "The Eyes and the Impossible"
- 2023年 アミナ・ラクマン・ドーソン (Amina Luqman-Dawson)  "Freewater"
- 2022年 ドナ・バーバ・ヒグエラ (Donna Barba Higuera)  "The Last Cuentista"『最後の語り部』
- 2021年 テェ・ケラー (Tae Keller)  "When You Trap a Tiger"『トラからぬすんだ物語』
- 2020年 ジェリー・クラフト (Jerry Craft)  "New Kid"
- 2019年 メグ・メディナ (Meg Medina)  "Merci Suárez Changes Gears"『スアレス一家は、今日もにぎやか』
- 2018年 エリン・エントラーダ・ケリー (Erin Entrada Kelly)  "Hello, Universe"『ハロー、ここにいるよ』
- 2017年 ケリー・バーンヒル (Kelly Barnhill)  "The Girl Who Drank the Moon"『月の光を飲んだ少女』
- 2016年 マット・デ・ラ・ペーニャ (Matt de la Peña)  "Last Stop on Market Street"『おばあちゃんと バスにのって』
- 2015年 クワミ・アレクサンダー (Kwame Alexander)  "The Crossover"
- 2014年 ケイト・ディカミロ（※2度目）（Kate DiCamillo） "Flora & Ulysses: The Illuminated Adventures" 『空飛ぶリスとひねくれ屋のフローラ』
- 2013年 K・A・アップルゲイト (Katherine Alice Applegate)  "The One and Only Ivan" 『世界一幸せなゴリラ、イバン』
- 2012年 ジャック・ガントス (Jack Gantos)  "Dead End in Norvelt"
- 2011年 クレア・ヴァンダープール (Clare Vanderpool)  "Moon over Manifest"
- 2010年 レベッカ・ステッド (Rebecca Stead)  "When You Reach Me" 『きみに出会うとき』
- 2009年 ニール・ゲイマン（Neil Gaiman） "The Graveyard Book" 『墓場の少年 ノーボディ・オーエンズの奇妙な生活』
- 2008年 ローラ・エイミー・シュリッツ (Laura Amy Schlitz)  "Good Masters! Sweet Ladies! Voices from a Medieval Village"
- 2007年 スーザン・パトロン (Susan Patron)  "The Higher Power of Lucky" 『ラッキー・トリンブルのサバイバルな毎日』
- 2006年 リン・レイ・パーキンズ (Lynne Rae Perkins)  "Criss Cross"
- 2005年 シンシア・カドハタ (Cynthia Kadohata)  "Kira-Kira" 『きらきら』
- 2004年 ケイト・ディカミロ（Kate DiCamillo） "The Tale of Despereaux" 『ねずみの騎士デスペローの物語』
- 2003年 アヴィ (Avi)  "Crispin: The Cross of Lead" 『クリスピン』
- 2002年 リンダ・スー・パーク (Linda Sue Park)  "A Single Shard" 『モギ ちいさな焼きもの師』
- 2001年 リチャード・ペック (Richard Peck)  "A Year Down Yonder" 『シカゴより好きな町』
- 2000年 クリストファー・ポール・カーティス (Christopher Paul Curtis)  "Bud, Not Buddy" 『バドの扉がひらくとき』
- 1999年 ルイス・サッカー（Louis Sachar） "Holes" 『穴』
- 1998年 カレン・ヘス (Karen Hesse)  "Out of the Dust" 『ビリー・ジョーの大地』
- 1997年 E・L・カニグズバーグ（※2度目）（E. L. Konigsburg） "The View from Saturday" 『ティーパーティーの謎』
- 1996年 カレン・クシュマン (Karen Cushman)  "The Midwife's Apprentice" 『アリスの見習い物語』
- 1995年 シャロン・クリーチ（Sharon Creech） "Walk Two Moons" 『めぐりめぐる月』
- 1994年 ロイス・ローリー（※2度目）（Lois Lowry） "The Giver" 『ザ・ギバー 記憶を伝える者』
- 1993年 シンシア・ライラント（Cynthia Rylant） "Missing May" 『メイおばちゃんの庭』
- 1992年 フィリス・レイノルズ・ネイラー (Phyllis Reynolds Naylor)  "Shiloh" 『シャイローがきた夏』（『さびしい犬』）
- 1991年 ジェリー・スピネッリ (Jerry Spinelli)  "Maniac Magee" 『クレージー・マギーの伝説』
- 1990年 ロイス・ローリー（Lois Lowry） "Number the Stars" 『ふたりの星』
- 1989年 ポール・フライシュマン "Joyful Noise: Poems for Two Voices"
- 1988年 ラッセル・フリードマン (Russell Freedman)  "Lincoln: A Photobiography" 『リンカン―アメリカを変えた大統領』
- 1987年 シド・フライシュマン "The Whipping Boy" 『身代わり王子と大どろぼう』
- 1986年 パトリシア・マクラクラン (Patricia MacLachlan)  "Sarah, Plain and Tall" 『のっぽのサラ』
- 1985年 ロビン・マッキンリイ (Robin McKinley)  "The Hero and the Crown" 『英雄と王冠』
- 1984年 ビバリー・クリアリー（Beverly Cleary） "Dear Mr. Henshaw" 『ヘンショーさんへの手紙』
- 1983年 シンシア・ヴォイト（Cynthia Voigt） "Dicey's Song" 『ダイシーズ ソング（ティラマン家の人々の物語）』
- 1982年 ナンシー・ウィラード (Nancy Willard)  "A Visit to William Blake's Inn"
- 1981年 キャサリン・パターソン（※2度目）（Katherine Paterson） "Jacob Have I Loved" 『海は知っていた』
- 1980年 ジョオン・ブロス (Joan Blos)  "A Gathering of Days: A New England Girl's Journal"
- 1979年 エレン・ラスキン (Ellen Raskin)  "The Westing Game" 『アンクル・サムの遺産』
- 1978年 キャサリン・パターソン（Katherine Paterson） "Bridge to Terabithia" 『テラビシアにかける橋』
- 1977年 ミルドレッド・D・テーラー (Mildred D. Taylor)  "Roll of Thunder, Hear My Cry" 『とどろく雷よ、私の叫びをきけ』
- 1976年 スーザン・クーパー "The Grey King" 『灰色の王』
- 1975年 ヴァージニア・ハミルトン（Virginia Hamilton） "M. C. Higgins, the Great" 『偉大なるM.C.』
- 1974年 ポーラ・フォックス（Paula Fox） "The The Slave Dancer" 『どれい船にのって』
- 1973年 ジーン・クレイグヘッド・ジョージ (Jean Craighead George)  "Julie of the Wolves" 『狼とくらした少女ジュリー』
- 1972年 ロバート・C・オブライエン (Robert C. O'Brien)  "Mrs. Frisby and the Rats of NIMH" 『フリスビーおばさんとニムの家ねずみ 』
- 1971年 ベッツィ・バイアーズ (Betsy Byars)  "Summer of the Swans" 『白鳥の夏』
- 1970年 ウィリアム・H・アームストロング (William H. Armstrong)  "Sounder" 『ほえろサウンダー』（『父さんの犬サウンダー』）
- 1969年 ロイド・アリグザンダー（Lloyd Chudley Alexander） "The High King" 『タラン・新しき王者』
- 1968年 E・L・カニグズバーグ（E. L. Konigsburg） "From the Mixed-Up Files of Mrs. Basil E. Frankweiler" 『クローディアの秘密』
- 1967年 アイリーン・ハント (Irene Hunt)  "Up a Road Slowly" 『ジュリーの行く道』
- 1966年 エリザベス・ボートン デ・トレビノ (Elizabeth Borton de Treviño)  "I, Juan de Pareja" 『赤い十字章』
- 1965年 マヤ・ヴォイチェホフスカ (Maia Wojciechowska)  "Shadow of a Bull" 『闘牛の影』
- 1964年 エミリー・チェニー・ネヴィル (Emily Cheney Neville)  "It's Like This, Cat"
- 1963年 マデレイン・レングル（Madeleine L'engle）" A Wrinkle in Time" 『五次元世界のぼうけん』（『惑星カマゾツ』）
- 1962年 エリザベス・ジョージ・スピア（※2度目）（Elizabeth George Speare） "The Bronze Bow" 『青銅の弓』
- 1961年 スコット・オデール（Scott O'Dell） "Island of the Blue Dolphins" 『青いイルカの島』
- 1960年 ジョゼフ・クラムゴールド（※2度目） (Joseph Krumgold)  "Onion John"
- 1959年 エリザベス・ジョージ・スピア（Elizabeth George Speare） "The Witch of Blackbird Pond" 『からすが池の魔女』
- 1958年 ハロルド・キース (Harold Keith)  "Rifles for Watie"
- 1957年 ヴァージニア・ソレンセン (Virginia Sorenson)  "Miracles on Maple Hill" 『メープルヒルの奇跡』
- 1956年 ジィーン・L・レイサム (Jean Lee Latham)  "Carry On, Mr. Bowditch" 『海の英雄』
- 1955年 マインダート・ディヤング（Meindert DeJong） "The Wheel on the School" 『コウノトリと六人の子どもたち』
- 1954年 ジョゼフ・クラムゴールド (Joseph Krumgold)  "...And Now Miguel" 『やっとミゲルの番です』
- 1953年 アン・ノーラン・クラーク (Ann Nolan Clark)  "Secret of the Andes" 『アンデスの秘密』
- 1952年 エレナー・エスティス (Eleanor Estes)  "Ginger Pye" 『すてきな子犬ジンジャー』
- 1951年 エリザベス・イェーツ (Elizabeth Yates)  "Amos Fortune, Free Man"
- 1950年 マーゲライト・ド・アンジェリ (Marguerite de Angeli)  "The Door in the Wall"
- 1949年 マーゲライト・ヘンリー (Marguerite Henry)  "King of the Wind" 『名馬風の王』
- 1948年 ウィリアム・ペン・デュボア（William Pène du Bois） "The Twenty-One Balloons" 『二十一の気球』
- 1947年 キャロライン・シャーウィン ベイリー (Carolyn Sherwin Bailey)  "Miss Hickory" 『ミス・ヒッコリーと森のなかまたち』
- 1946年 ロイス・レンスキー（Lois Lenski） "Strawberry Girl" 『いちごつみの少女』
- 1945年 ロバート・ローソン (Robert Lawson)  "Rabbit Hill" 『うさぎの丘』（『ウサギが丘』）
- 1944年 エステル・フォーブス (Esther Forbes)  "Johnny Tremain"
- 1943年 エリザベス・ヴァイニング（Elizabeth Gray Vining） "Adam of the Road" 『旅の子アダム』
- 1942年 ウォルター・D・エドモンズ (Walter D. Edmonds)  "The Matchlock Gun" 『大きな火なわじゅう』（『火なわ銃の少年』）
- 1941年 アームストロング・スペリー (Armstrong Sperry)  "Call It Courage" 『それを勇気とよぼう』（『海をおそれる少年』）
- 1940年 ジェームズ・ドーハーティ (James Daugherty)  "Daniel Boone"
- 1939年 エリザベス・エンライト (Elizabeth Enright)  "Thimble Summer" 『ゆびぬきの夏』
- 1938年 ケート・セレディ (Kate Seredy)  "The White Stag" 『白いシカ』
- 1937年 ルース・ソーヤー (Ruth Sawyer)  "Roller Skates" 『ローラー＝スケート』
- 1936年 キャロル・ブリンク (Carol Ryrie Brink)  "Caddie Woodlawn" 『風の子キャデイ』
- 1935年 モニカ・シャノン (Monica Shannon)  "Dobry" 『ドブリイ』
- 1934年 コーネリア・メイグズ (Cornelia Meigs)  "Invincible Louisa" 『不屈のルイザ』
- 1933年 エリザベス・ルウィス (Elizabeth Foreman Lewis)  "Young Fu of the Upper Yangtze" 『長江上流の若者』
- 1932年 ローラ・アダムズ・アーマー (Laura Adams Armer)  "Waterless Mountain" 『夜明けの少年』
- 1931年 エリザベス・コーツワース (Elizabeth Coatsworth)  "The Cat Who Went to Heaven" 『極楽にいった猫』
- 1930年 レイチェル・フィールド (Rachel Field)  "Hitty, Her First Hundred Years" 『人形ヒティの冒険』（『ちいさな人形とちいさな奇蹟』）
- 1929年 エリック・P・ケリー (Eric P. Kelly)  "The Trumpeter of Krakow"
- 1928年 ダン・ゴパル・ムカージ (Dhan Gopal Mukerji)  "Gay Neck, the Story of a Pigeon" 『はばたけゲイネック』
- 1927年 ウィル・ジェームズ (Will James)  "Smoky the Cow Horse" 『名馬スモーキー』
- 1926年 アーサー・ボウイー・クリスマン (Arthur Bowie Chrisman)  "Shen of the Sea"
- 1925年 チャールズ・J・フィンガー (Charles Finger)  "Tales from Silver Lands" 『銀の国からの物語』
- 1924年 チャールズ・ハウズ (Charles Hawes)  "The Dark Frigate"
- 1923年 ヒュー・ロフティング（Hugh Lofting） "The Voyages of Doctor Dolittle" 『ドリトル先生航海記』
- 1922年 ヘンドリック・ウィレム・ヴァン・ルーン（Hendrik Willem van Loon） "The Story of Mankind" 『人間の歴史の物語』